# Blues (artist)
Blues, artistnamn för Raymond Peroti, född 24 januari 1975 i Paramaribo, Surinam, är en svensk rappare och musiker. 
Blues, som är uppvuxen i Hässelby, slog igenom som artist 1998 med låten "Under ytan" som samplade Uno Svenningssons låt med samma namn och gick in på den svenska singellistan. Från debutskivan Samhällstjänst släpptes även singlarna "Släpp mig fri" och "Andra sidan (bortom dimhöljet)". 
Sedan dess har han givit ut två album till, det senaste år 2000. Till "Ny tid, ny strid" släpptes singlarna "Mot alla odds", "En vän" och "Trehundra dar", och till "Den där Blues" och "Gamla tider".
Efter musikkarriären har Peroti bland annat arbetat som skoförsäljare och resurspedagog.

## Diskografi
- 1999 – Samhällstjänst
- 2000 – Ny tid, ny strid
- 2002 – Den där Blues

## Framträdanden
- "Inte Redo" på DJ Sleepy -Sleepy Sound System Vol. 1